# لن تسكت البنادق (فلم)
لن تسكت البنادق هو فيلم وثائقي فلسطيني أُنتج عام 1973 بالأبيض والأسود، ومدته 17 دقيقة. كتب السيناريو قاسم حول، وتم إنتاجه بواسطة الجبهة الشعبية لتحرير فلسطين في بيروت. حصل الفيلم على الجائزة الفضية في مسابقة التلفزيون ضمن مهرجان فلسطين في بغداد.

## قصة الفيلم
يعتمد الفيلم على خطاب ألقاه جورج حبش الأمين العام للجبهة الشعبية لتحرير فلسطين في الذكرى الأولى لاستشهاد الكاتب غسان كنفاني. فمن خلال هذا الخطاب يقدم الفيلم رؤية سياسية للجبهة، ويركز على موقفها من قضايا التسوية السياسية المطروحة آنذاك. كما يسلط الضوء على دور الجماهير في مواصلة الكفاح المسلح لمواجهة الإمبريالية والصهيونية والرجعية. الفيلم يُعد وثيقة مهمة تعكس مرحلة حاسمة في النضال الفلسطيني.